# Liên đoàn Quốc tế về Lịch sử và Triết học của khoa học
Liên đoàn Quốc tế về Lịch sử và Triết học của khoa học, viết tắt tiếng Anh là IUHPST (International Union of History and Philosophy of Science and Technology) là một tổ chức phi chính phủ quốc tế hoạt động trong lĩnh vực nghiên cứu Lịch sử khoa học và Triết học của khoa học.
IUHPS là thành viên liên hiệp khoa học của Hội đồng Khoa học Quốc tế (ISC) , và của Hội đồng Quốc tế về Khoa học (ICSU) trước đây.
Theo chuyên ngành IUHPS là thành viên của Hội đồng Quốc tế về Triết học và Khoa học Nhân văn (viết tắt tiếng Pháp: CIPSH, Conseil International de la Philosophie et des Sciences Humaines).
Chủ tịch nhiệm kỳ 2021-2025 là Marcos Cueto từ  Perú. Trước đó chủ tịch nhiệm kỳ 2017-2021 là Michael Osborne từ  Hoa Kỳ.

## Thành lập
IUHPS thành lập năm 1955 với sự sáp nhập hai tổ chức:
- Liên đoàn Quốc tế về Lịch sử của khoa học (IUHS, International Union of History of Science), thành lập năm 1947
- Liên đoàn Quốc tế về Triết học của khoa học (IUPS, International Union of Philosophy of Science), thành lập năm 1949.[3]

Ngày nay IUHPS có hai phân ban (division), là:
- Phân ban Lịch sử của Khoa học và Công nghệ (DHST, Division of History of Science and Technology);
- Phân ban Logic, Phương pháp luận và Triết học của khoa học (DLMPST, Division of Logic, Methodology and Philosophy of Science and Technology).

## Mục tiêu
Mục tiêu của IUHPS theo Điều lệ 1962 là:
1. Thiết Lập liên lạc giữa các nhà sử học và nhà triết học của khoa học và các tổ chức, các hội, các tạp chí,... dành cho những ngành này hoặc các ngành liên quan;
2. Thu thập tài liệu hữu ích cho sự phát triển của Lịch sử khoa học và logic, phương pháp và triết học của khoa học;
3. Thực hiện tất cả các bước cần thiết hoặc hữu ích cho sự truyền bá và tổ chức nghiên cứu trong các lĩnh vực Lịch sử khoa học, triết học của khoa học và các ngành liên quan;
4. Tổ chức các kỳ Đại hội Quốc tế về Lịch sử khoa học, Đại hội về Triết học của Khoa học, cùng với các hội thảo quốc tế;
5. Góp phần duy trì sự hiệp nhất của khoa học nói chung và việc thành lập các liên kết giữa các ngành khác nhau của tri thức nhân loại;
6. Phấn đấu để khuyến khích liên hệ giữa những nhà sử học, triết gia và học giả, là những người có liên quan với các vấn đề về phương pháp luận và cơ sở phát sinh từ những lĩnh vực tương ứng của họ.

## Điều hành
Ban Điều hành chung có nhiệm kỳ 2 năm, được trao luân phiên cho một trong hai phân ban .
| Nhiệm kỳ  | Chủ tịch             | Tổng thư ký             |
| --------- | -------------------- | ----------------------- |
| 2022–2023 | Nancy Cartwright     | Benedikt Löwe           |
| 2020–2021 | Michael Osborne      | Catherine Jami          |
| 2018–2019 | Menachem Magidor     | Benedikt Löwe           |
| 2016–2017 | Efthymios Nicolaidis | Catherine Jami          |
| 2014–2015 | Elliott Sober        | Peter Schroeder-Heister |
| 2012–2013 | Liu Dun              | Efthymios Nicolaidis    |

## Ngày lễ quốc tếliên quan
- Ngày Triết học thế giới (World Philosophy Day) là ngày thứ Năm thứ ba của tháng 11 hàng năm.

Đó là ngày lễ quốc tế được UNESCO đề xuất và thông qua, và được kỷ niệm đầu tiên năm 2002.